# Trichohoplorana mutica
Trichohoplorana mutica là một loài bọ cánh cứng trong họ Cerambycidae.